# Zaciąg

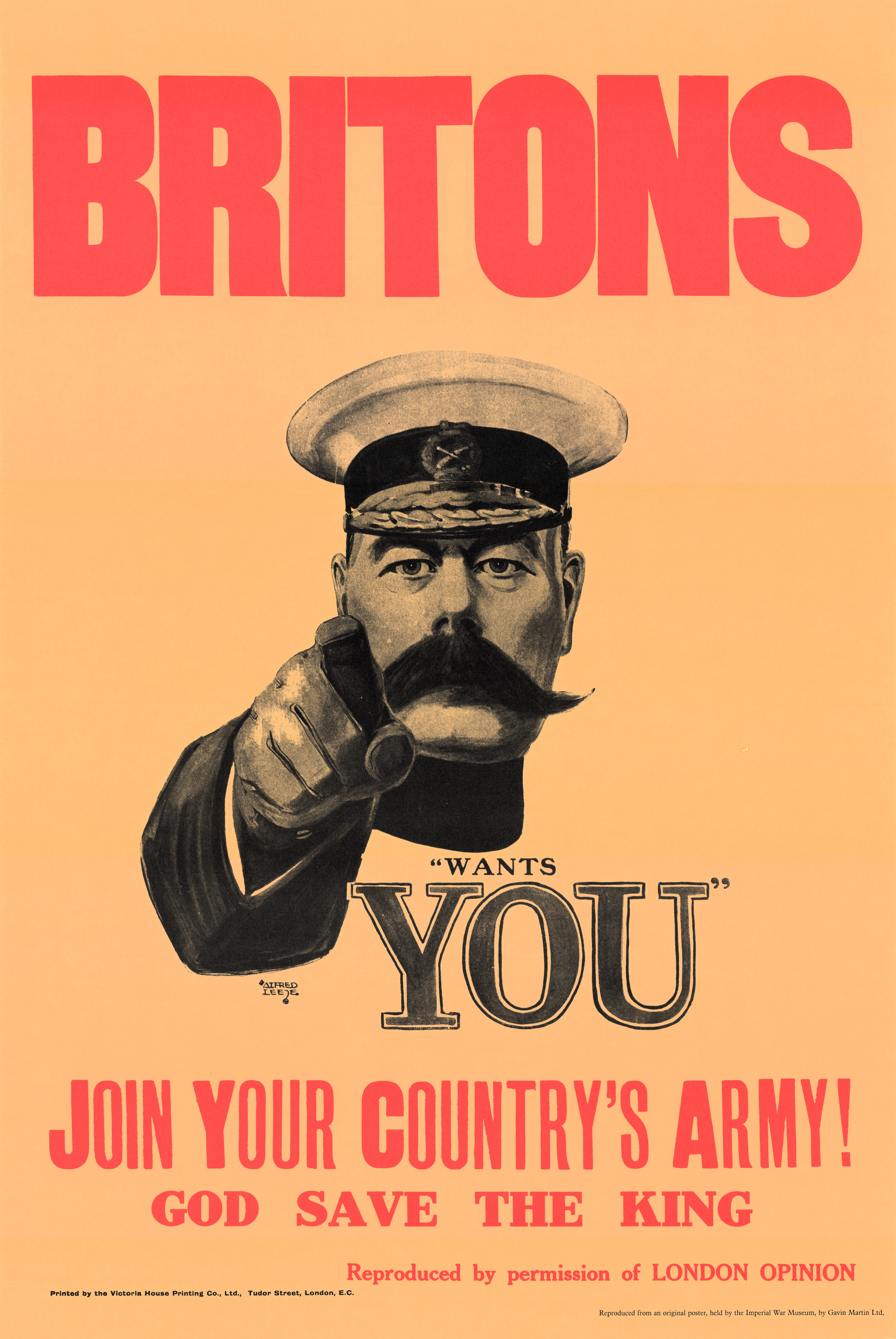
Lord Kitchener Wants You – plakat werbunkowy zachęcający do wstępowania w szeregi British Army

Zaciąg, werbunek – system uzupełniania sił zbrojnych, polegający na zachęcaniu do ochotniczego wstępowania do wojska, stosowany szeroko w XV – XIX w. 
Zaciągu najczęściej dokonywano poprzez wydanie przez króla patentu (zgody) dla pułkownika, który dobierał sobie rotmistrzów werbujących żołnierzy: żołnierzom zapewniano uzbrojenie oraz płacono żołd na utrzymanie i uzupełnienie ubioru. W II Rzeczypospolitej zarządzany był przez ministra spraw wojskowych w stosunku do ochotników zgłaszających się do zasadniczej służby wojskowej.